# Jơ Ngây
Jơ Ngây là một xã thuộc huyện Đông Giang, tỉnh Quảng Nam, Việt Nam.
Xã Jơ Ngây có diện tích 55,74 km², dân số năm 2019 là 2.383 người, mật độ dân số đạt 43 người/km².